# Armando Gobetto
Armando Gobetto (Gassino Torinese, 19 ottobre 1922 – Chivasso, 13 dicembre 2001) è stato un anatomista e veterinario italiano.

## Biografia
È stato a lungo Preside della Facoltà di Medicina veterinaria di Pisa e di Torino. Professore di Anatomia veterinaria sistematica e comparata nell'Università di Torino, fu anche Socio corrispondente dell'Accademia delle Scienze di Torino dal 1978 per le scienze della biologia animale e dell'uomo. Venne nominato Presidente dell'Accademia di agricoltura di Torino dal 1995 al 1998. 

## Onorificenze
- Grande Ufficiale Ordine al merito della Repubblica Italiana, 2 Giugno 1987[3]. Su proposta della Presidenza del Consiglio dei Ministri, nella persona di Amintore Fanfani.

- Ordine del Cherubino, 1969[4]. Dall'Università di Pisa.

## Opere
- Anatomia e fisiologia degli animali domestici, UTET, di Armando Gobetto, Sergio Pellegrini, 1974.
- Anatomia topografica e applicata degli animali domestici, UTET, di Armando Gobetto, Vitaliano Culzoni, Rolf Berg, 1981.
- Differenze anatomiche di alcuni organi di mammiferi domestici, ECIG, di Armando Gobetto, Franco Guarda, F.Cussino, 1983.